# Transberingia bursifolia
Transberingia bursifolia — вид трав'янистих рослин родини Капустяні (Brassicaceae), поширений на півночі Північної Америки та північному сході Азії.

## Опис
Це дворічні рослини висотою (5)15–50(65) см. Стрижневий корінь присутній. Каудекс присутній (нерозгалужений). Стебла, підняті, прості або кілька від каудекса, щільно волосаті базально й голі або рідко опушені дистально. Листя в основному базальне. Базальне листя: черешки 0.3–3 см, сплюснені біля основи; пластини від ланцетних до зворотнояйцеподібних, або лінійно-ланцетних, (0.5)1.2–6.5(10) см × (2)3–8(17) мм, верхівки від тупих до підгострих, поверхні опушені. Стеблові листки: пластини від ланцетних до лінійно-ланцетних або довгастих, (0.5)1–3(4.2) см × (1)2.5–7(10) мм.
Суцвіття — китиця. Плодоніжки прямі, (3)5–14(18) мм, голі. Квітів на суцвіття (10)30–50, малі, радіально симетричні. Квіти: чашолистків 4, зелені та фіолетові, трав'янисті, 1.2–2.5 × 0.6–1 мм, від рідко до густо пухнасті; пелюсток 4, білі й без контрастних міток, (2.5)3–4(4.5) × (0.8)1–1.5 мм; тичинок 6; пиляки жовті, 0.4–0.5 мм. Плоди (1.5)2–3.3(4) см × (0.7)1–1.5(2) мм. Насіння 0.8–1 × 0.4–0.5 мм, коричневе, бородавчасте. Рівень плоїдності записаний 2x.

## Поширення
Північна Америка: Ґренландія, зх. Канада, зх. США; пн.-сх. Азія: Російський Далекий Схід.
Населяє скелясті пагорби, вапнякові пагорби, трав'яні й зарослі чагарником схили, піщані рівнини, лужні рівнини, луки, береги річок, узбіччя доріг, відкриті ліси, альпійські райони, передгір'я, гірські схили, хребти; 0–3600 м.